# John Poole (Schriftsteller)

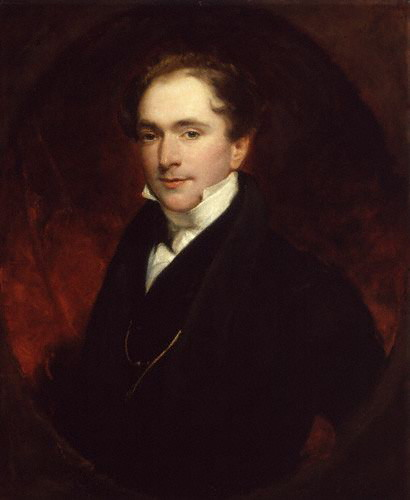
John Poole, Gemälde von Henry William Pickersgill, 1827

John Poole (* 1786; † 1872) war ein englischer Schriftsteller, der sich dem komischen Drama, besonders der Farce, widmete. Er war im 19. Jahrhundert einer der frühesten und bestens bekannten Autoren auf diesem Gebiet. Seine bekanntesten Werke waren Paul Pry (1825) sowie die Hamlet-Travestie in Form einer Burleske (1810), die erste Shakespeare-Parodie seit der Stuart-Restauration in England.

## Werke (auszugsweise)
- Hamlet (1810), Travestie in drei Akten
- Othello (1813), Travestie in drei Akten
- The two pages of Frederick the Great (1821), Komödie in zwei Akten
- Paul Pry (1825), Komödie in drei Akten
- The wealthy widow, or, They’re both to blame (1827), Komödie in drei Akten
- Turning the tables (1830), Farce in einem Akt
- Patrician and Parvenu, or, Confusion worse confounded (1835), Komödie in fünf Akten[1]
- Rumfuskin, King of the North Pole, or, Treason rewarded (1841), Tragödie für den 1. April
- Christmas festivities: tales, sketches, and characters, with Beauties of the modern drama (1845), Theater-Quodlibet in vier Bildern
- Lodgings for single gentlemen (1850), Farce in einem Akt
- My wife! What wife? (1872), Farce in einem oder zwei Akten